# 지름길

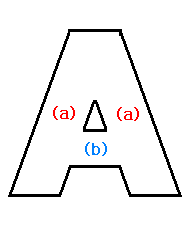
(a)길은 일반적인 길이지만, (b)는 지름길이다.

지름길(geodesic)은 본래 길보다 더 짧은 거리를 이동해서 목적지로 도착할 수 있는 길을 이르는 말이다.

## 지름길의 특성
- 똑같은 속도로 이동할 때, 지름길을 이용하면 더 짧은 시간만에 목적지에 도착할 수 있다.
- 평면 상에서는 두 점을 잇는 직선이 가장 짧은 길이다.
- 구면 상에서는 두 점을 잇는 대원이 가장 짧은 길이다.

## 같이 보기
- 일반 상대성 이론의 지름길
- 측지선
- 굽은 시공간
- 지오데식